# بييت دي جونغ
بييت دي جونغ (1 يناير 1930 تيلبورخ هولندا - 11 يونيو 2014) هو لاعب كرة قدم هولندي سابق كان يلعب كمهاجم.